# Adetus tayronus
Adetus tayronus es una especie de escarabajo del género Adetus, familia Cerambycidae. Fue descrita científicamente por Galileo & Martins en 2003.
Habita en Colombia. Los machos y las hembras miden aproximadamente 6,3-7,8 mm. El período de vuelo de esta especie ocurre en los meses de enero y diciembre.